# Letters from an American Farmer
Letters from an American Farmer – seria listów autorstwa francusko-amerykańskiego pisarza J. Hectora St. Johna de Crèvecœura, opublikowanych po raz pierwszy w 1782. 
Pierwotnie dzieło opublikowano z oryginalnym podtytułem: Listy od amerykańskiego farmera. Opis niektórych sytuacji, manier oraz zwyczajów szerzej nieznanych poza prowincją; Przekaz pewnych idei przeszłej i współcześnie wyodrębnionej środkowej części kraju w ramach brytyjskich kolonii w Północnej Ameryce.  Dwanaście listów obejmuje szeroki zakres tematów, od klarowania się tożsamości amerykańskiej po handel niewolnikami.
Crèvecœur napisał Listy… w ciągu siedmiu lat przed wybuchem Wojny o niepodległość Stanów Zjednoczonych, w czasie zagospodarowywania rolnego ziemi niedaleko Hrabstwa Orange w Nowym Jorku. Cykl prowadzony jest z punktu widzenia fikcyjnego narratora, który koresponduje z angielskim dżentelmenem. Każdy list dotyczy innego aspektu życia lub miejsc znajdujących się pod zwierzchnictwem Wielkiej Brytanii, w formie kolonii na terenie Ameryki. Praca charakteryzuje się synkretyzmem gatunkowym, a wartość zawartych w niej obserwacji porównywano do analiz socjologicznych.
Pomimo umiarkowanego sukcesu w Ameryce, Listy… zyskały natychmiastową popularność w Europie jeszcze przed oficjalną publikacją. Olbrzymie zapotrzebowanie skłoniło Crèvecœura do stworzenia rozbudowanej wersji tekstu w języku francuskim, którą opublikował dwa lata później. Cykl zajmuje czołowe miejsce w kanonie amerykańskiej literatury oraz wywarł ogromny wpływ na późniejsze prace. 

## Informacje biograficzne.
Michel-Guillaume Hector St. John de Crèvecœur urodził się w Caen (Normandia) w arystokratycznej rodzinie i otrzymał wykształcenie z Jezuickiego College’u Królewskiego w Bourbon. W 1754 opuścił szkołę i odwiedził krewnych w Anglii, gdzie zaręczył się. Owa wizyta zainaugurowała dożywotni podziw dla kultury i polityki Francji. Krótko po śmierci jego narzeczonej, Crèvecœur dołączył do francuskiego pułku żołnierskiego w Kanadzie, zaangażowanego w wojnę francusko-indiańską (1754-1763). Po uczestnictwie w Bitwie na Równinie Abrahama (1759) Crèvecœur zrezygnował ze służby i rozpoczął podróż przez Pensylwanię i Nowy Jork.
W 1765r. Crèvecœur legalnie zamieszkał w Nowym Jorku i uzyskał obywatelstwo brytyjskie przyjmując imię J. Hector St. John. Zakończywszy pracę jako nadzorca i handlowiec oraz powróciwszy z czteroletniej podróży, pisarz nabył ziemię uprawną w Hrabstwa Orange (Nowy Jork) i poślubił Mehitabel Tippett. W ciągu siedmiu lat Crèvecœur napisał Listy od amerykańskiego farmera, utrzymując kontakt korespondencyjny z Williamem Setonem. Jest on najprawdopodobniej postacią wspominaną przez inicjały F. B. (Pan F. B.), przewijające się w całym cyklu oraz adresatem dedykacji francuskiej edycji dzieła.
Przez konflikt rojalistów z rewolucjonistami, który nasilił się w czasie przygotowań do wojny o niepodległość Stanów Zjednoczonych, Crèvecœur zdecydował się powrócić do Francji, jednakże badacze sugerują, iż mężczyzna podjął taką decyzję w celu zabezpieczenia swoich praw do ojcowizny. W 1778 r., po przybyciu do Nowego Jorku, został oskarżony o szpiegowanie na rzecz rewolucjonistów i zatrzymany w areszcie, gdzie przeżył atak nerwowy. Po odzyskaniu wolności we wrześniu 1780r. Crèvecœur, po podróży przez Londyn, osiadł w Irlandii. Tam sprzedał manuskrypt Listów… wydawnictwu Davies & Davis przed wyjazdem z Francji. 

## Streszczenie
List I: Przedstawienie – zapoznanie z fikcyjną postacią amerykańskiego farmera Jamesa i rozpoczęcie jego korespondencji z Panem F. B, angielskim dżentelmenem. Przez wzgląd na niedostateczne umiejętności pisarskie, bohater zwraca się z prośbą o pomoc do żony oraz lokalnego ministra.
List II: Położenie, uczucia i rozkosze amerykańskiego farmera – opis stworzeń, roślin i pracy na gospodarstwie Jamesa. Fabuła komentuje różnice pomiędzy amerykańskim modelem społeczeństwa a ustrojem socjalnym państw europejskich.
List III: Kim jest Amerykanin? –porównanie środowiska ze społeczeństwem, które się z niego wywodzi. Bohater bada kondycję i aspekty nowego państwa amerykańskiego oraz  składowe tożsamości obywateli.
Listy od IV do VIII – powszechnie określane jako Nantucketowy porządek lub Nantucketowa korespondencja. Listy opisują rozmaite aspekty społeczeństwa kwakrów na wyspie Nantucket i Martha's Vineyard.
List IV: Opis wyspy Nantucket, obejmujący sposób zachowania, obyczaje, politykę i handel mieszkańców
List V: Powszechna edukacja oraz zatrudnienie społeczeństwa Nantucket
List VI: Opis wyspy Martha's Vineyard z uwzględnieniem wielorybnictwa
List VII: Sposób zachowania ludności na wyspie Nantucket
List VIII: Osobliwość mieszkańców Nantucket
List IX: Opis Charles Town; Refleksja na temat niewolnictwa, krzywdy fizycznej. Smętna sytuacja – sprawozdanie z miasta Charles Town (obecnie Charleston), w szczególności instytucji niewolnictwa na Południu Stanów Zjednoczonych. Tekst dowodzi o zniszczeniu koncentrującym się wokół relacji niewolnik-pan i apelu do władz Północy, wywodzącym się z obserwacji, iż to właśnie niewolnictwo jest prawdziwym złem praktykowanym w pośród nowego narodu Amerykańskiego.
List X: Wśród wężów i kolibrów – szczegółowe przedstawienie rozległej różnorodności węży, włączając w to wszelkie kulturowe praktyki ludności wobec gadów. Wspominane są również nawyki oraz ostrzeżenie krążące po Ameryce. Pod koniec listu, refleksja snuta jest wokół kolibrów, znalezionych przy w okolicy ziemi Jamesa, w tym ich nawyków oraz zróżnicowania w obrębie gatunku.
List XI: Od Pana Iw——n Al——z, rosyjskiego dżentelmena opis wizyty, którą opłacił; wniosek do Pana Johna Bertrama,  sławnego Pensylwańskiego botanika – sprawozdanie rosyjskiego dżentelmena, opisujące jego wizytę u sławnego Pensylwańskiego botanika, Pana Johna Bertrama. Narrator opowiada o nowych metodach nawożenia oraz nawadniania, które Bertram opracował i sprawdził na własnych uprawach.
List XII: Nędza ludzi granicy – opis nieuchronnie zbliżającej się wojny o niepodległość Stanów Zjednoczonych oraz rozdarcie Jamesa pomiędzy dwoma siłami – amerykańskimi i brytyjskimi – poza jego kontrolom, włączając w to obawę przed równorzędną wiernością obu krajom. Ponadto bohater rozważa sposób życia rdzennych Amerykanów, których razem z rodziną zamierza uwiecznić w książce. 

## Struktura, gatunek i styl.
Struktura Listów… skupiona jest wokół fikcyjnej korespondencji pomiędzy Jamesem, amerykańskim farmerem, żyjącym w kwakierskiej kolonii w Pensylwanii, a angielskim dżentelmenem, Panem F. B. Jednakże tylko listy Jamesa są prezentowane, odpowiedzi adresata zostały pominięte. Praca składa się z dwunastu listów zajmujących się szerokim spektrum życia w brytyjskiej kolonii w Ameryce w okresie przed wybuchem wojny o niepodległość Stanów Zjednoczonych. Przedstawienie (List I) wprowadza fikcyjnego narratora, a każdy kolejny tekst prezentuje inną kwestię z przestrzeni podjętej tematyki (List III Kim jest Amerykanin?) lub konkretną lokację odwiedzoną przez narratora (Listy IV, VI, IX opisują Nantucket, Martha's Vineyard i Charles Town w przytoczonej kolejności). Niektóre motywy zostały rozłożone na większą ilość listów. Wyjątek stanowi List XI, który napisany został przez rosyjskiego dżentelmena (Pana Iw——n Al——z) i opisuje jego wizytę u botanika Johna Bartrama, aczkolwiek przypuszczalnym adresatem jest Pan F. B.  Zorganizowane jako seria nieciągłej korespondencji, Listy do amerykańskiego farmera mogą wydawać się powierzchownie niespójne, aczkolwiek krytycy identyfikują rozmaity poziom koherencji oraz ich wewnętrznej organizacji.
Tekst obejmuje szeroki zakres gatunkowy, od form dokumentujących lokalną kulturę rolniczą do praktycznych obserwacji socjologicznych odwiedzonych przez bohatera miejsc i ich mieszkańców. Norman Grabo opisuje Listy… jako przykład tradycyjnej amerykańskiej antologii i edytorstwa. Natomiast wcześniejsze odczytania cyklu rozpatrywały go jako proste opracowanie historii społeczeństwa młodej Ameryki. Aktualnie krytycy uważają Listy… za mieszankę elementów fikcji i realizmu, które Thomas Philbrick określił jako złożoność artystyczną. Zwyczajowo tekst jest klasyfikowany jako forma epistolarna, powiastka filozoficzna, porównywalna do Listów perskiego Monteskiusza (Montesquieu's Persian Letters) – cykl uważany jest za powieść, w szczególności romans.

## Motywy przewodnie

### Zmiana perspektywy
Listy… eksponują model schyłku – optymistyczny ton wcześniejszych listów zostaje zakłócony, co przekłada się na coraz bardziej pesymistyczną wymowę tekstu. Zmianę tonu można porównać do spadku od radości, dumy i zachwytu do obrazów nieludzkiej brutalności w niewolnictwie. Aczkolwiek rozbieżność czy model spadku tworzony jest przez rozczarowanie Jamesa i głos Crèvecœura, który pośrednio relacjonuje w tekstach. Dodatkowo krytycy nie zgadzają się z umiejscowieniem tonu rozczarowania, który zmienia pozycję w trzecim, ósmym i dziewiątym liście.

### Stosunek wobec otoczenia
Pośród najbardziej znaczących i powtarzających się tematów Listów… jest indywidualna i kolektywna relacja z otoczeniem. Praca czytana była jako płomienna i bezwzględna obrona amerykańskiego agraryzmu. Zagadnienie pojawia się w Liście II, III oraz w listach opisujących Nantucket i Martha's Vineyard, gdzie eksponowany jest punkt widzenia Jamesa na doktrynę determinizmu środowiskowego, w którym ludzki wzrost, rozwój oraz aktywności są kontrolowane przez środowisko naturalne. W trzecim liście czytamy:
Ludzie są jak rośliny: dobroć i smak owocu wywodzi się ze swoistej ziemi, na której rosną. Jesteśmy niczym, ale składamy się z powietrza, którym oddychamy, klimatu, który zamieszkujemy, rządu, któremu jesteśmy podporządkowani, religię, którą wyznajemy oraz naturę, w której jesteśmy osadzeni.
Anna Carew-Miller sugeruje, iż tekst wyraźnie podnosi tematykę [kulturalnego] mitu, który męskie relacje z ziemią argumentuje pojęciami męskości oraz godności obywatelskiej

## Odbiór oraz spuścizna.
Kiedy Crèvecœur sprzedał manuskrypt Listów… londyńskiemu Davies & Davis w 1782, wydawcy początkowo septycznie podchodzili do cyklu i wątpliwi w jego sukces. Jednakże praca zdobyła natychmiastową popularność w Anglii, na co złożyło się wiele różnorodnych czynników. Orędownicy politycznych reform, tacy jak William Godwin czy Thomas Paine aprobowali konsekwencje, ukazane w tekście, ich radykalnych i antyrządowych projektów. Pisarze romansów podziwiali oraz poddali się wpływom wizji środowiska oraz subiektywnych relacji natura-człowiek. W zakresie powszechnym, w latach kończących wojnę o niepodległość Stanów Zjednoczonych, publika rządna była sprawozdawczych elementów na temat Ameryki, zawartych w Listach… Popularność cyklu doprowadziła do wznowienia druku i wydania drugiej edycji już rok później.
W kontynentalnej Europie Listy… również zdobyły wielką sławę. Holandia oraz Niemcy błyskawicznie przetłumaczyły tekst na swoje języki narodowe oraz sugerowali wydanie większej ilości europejskich edycji – wkrótce cykl pojawił się m.in. w Dublinie, Paryżu czy Maastricht. W miejsce drugiego wydania Listów…, Crèvecœur stworzył rozbudowaną wersję Francuską (Lettres d'un cultivateur américain), która została opublikowana w 1784r. Francuska wersja, z której usunięto fikcyjną postać Jamesa, prezentowała serię neutralnych dokumentów, dostarczających mnóstwo wspaniałych obserwacji kosztem artyzmu.
W XX w., nastąpiło odrodzenie zainteresowania Listami… Krytyk David Carlson sugeruje, iż nastąpiło to nie ze względów estetycznych tylko obecności polityki nacjonalistycznej, która jawi się jako znacząca siła zmartwychwstania idei Crevecoeura – Listy… są pierwszą pracą, wśród podobnych, która obrazuje amerykański tygiel. Cykl, a zwłaszcza List III (Kim jest Amerykanin?), jest często umieszczany w antologiach tekstów oraz identyfikowany jako czołowy utwór kanonu literatury amerykańskiej.